# Pociejów

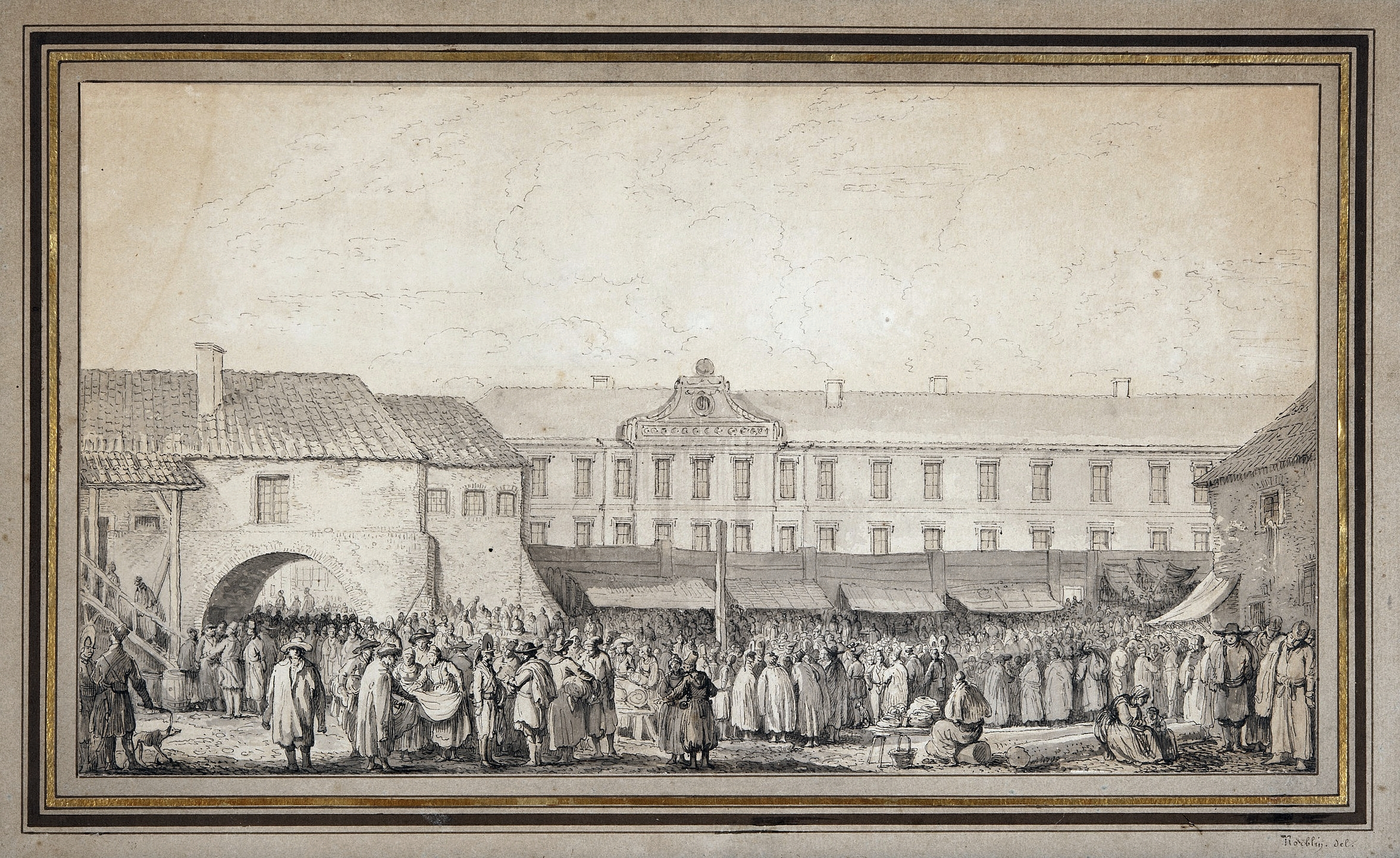
Targ na Pociejowie (Jan Piotr Norblin, 1795)

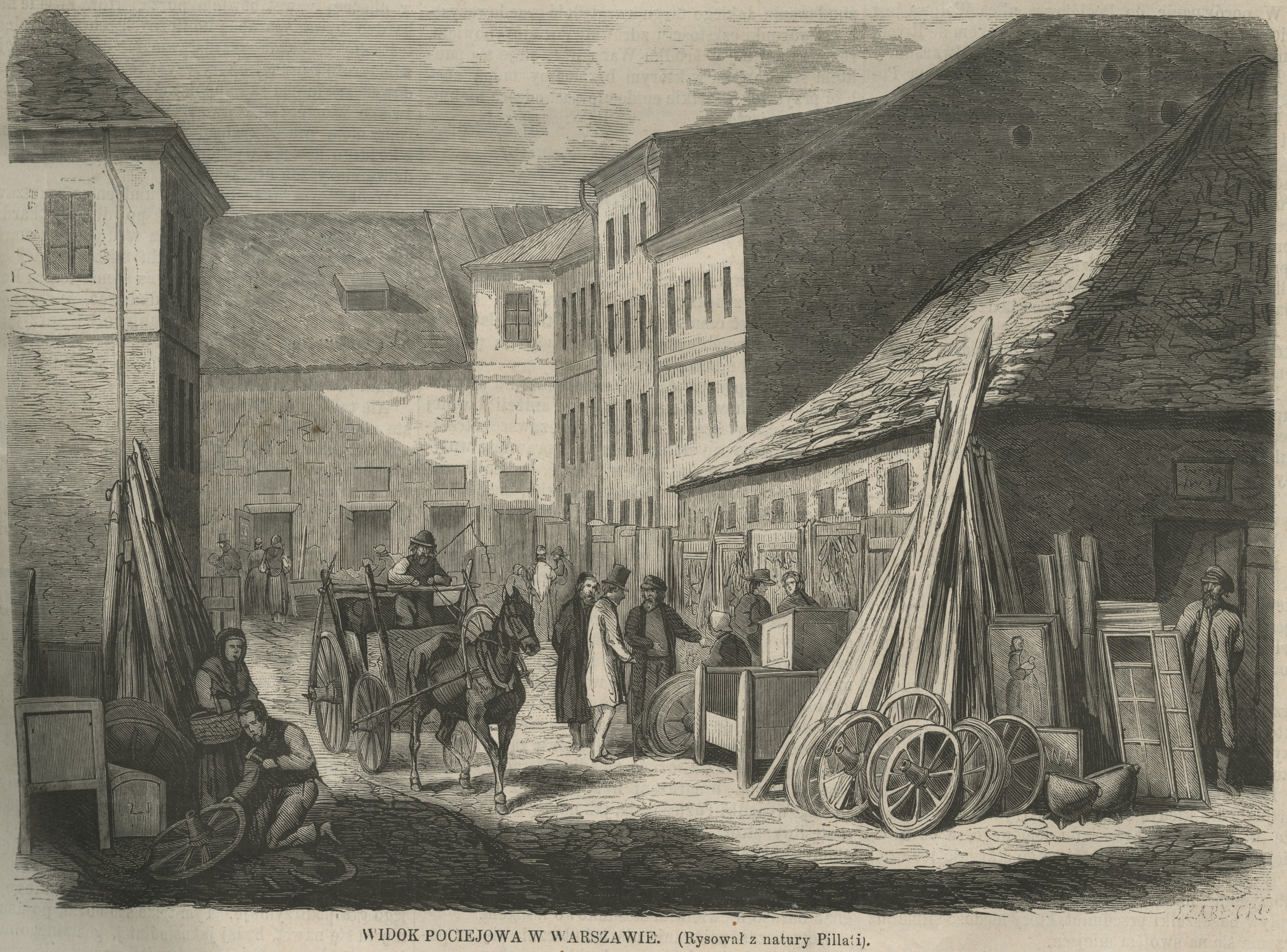
Widok Pociejowa w Warszawie (Ksawery Pillati, Feliks Zabłocki, 1865)

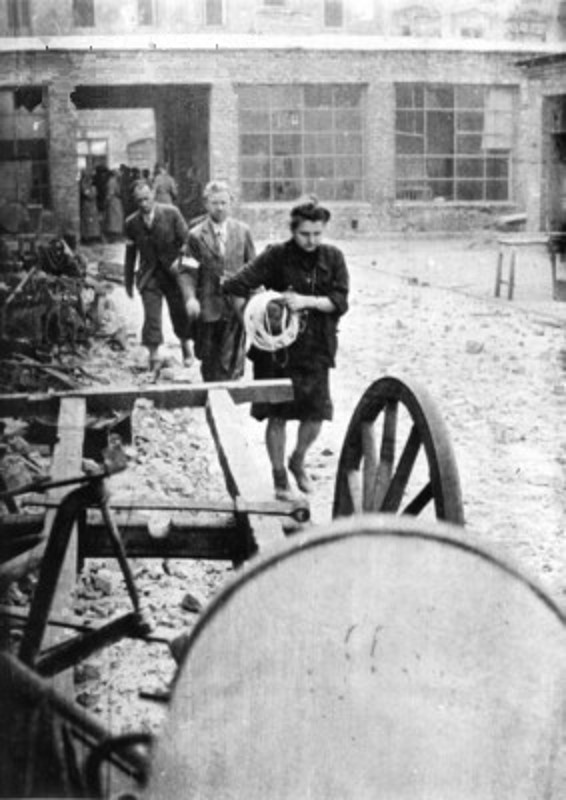
Powstańcy warszawscy z oddziału minerskiego kompanii „Koszta” na bazarze Pociejów od strony ulicy Zielnej w drodze na akcję na PAST-ę

Pociejów – nazwa pałacu i jurydyki, następnie kolejnych bazarów i skupisk ludności żydowskiej w Warszawie, z czasem synonim tandetnego przepychu, taniego kiczu (elegant z Pociejowa) i prowincjonalizmu. Także potoczna nazwa targowiska.

## Historia
Pierwotnie był to pałac Warszyckich, a następnie Pociejów, sąsiadujący od zachodu z Marywilem, a następnie także położona wokół tego pałacu jurydyka warszawska u zbiegu ulic Senatorskiej i Wierzbowej, będąca jednym ze skupisk ludności żydowskiej, ponieważ tu nie obowiązywał przywilej de non tolerandis Judaeis, wydany dla Warszawy przez książąt mazowieckich, a potwierdzony w 1527 r. przez Zygmunta I Starego. W latach 50. XVIII w. powstało w Pociejowie targowisko. Wprawdzie w 1785 r. usunięto Żydów z jurydyk Leszno, Pociejów, Tłomackie, ale już w 1778 właściciel Pociejowa − szambelan królewski Tomasz Adam Uruski − sprowadził ich ponownie do jurydyki.
W końcu XVIII w. Pociejowem nazywano kramnicę przerobioną na polecenie Uruskiego (1778–1785) z ww. pałacu Pociejów oraz sąsiednie sklepy pomiędzy ul. Senatorską a Nowosenatorską (obecnie Moliera). Stał się on groźną konkurencją dla Marywilu. Ok. 1808 r. po rozebraniu dawnego pałacu Pociejowskiego oraz tamtejszych kramów utworzono ogród, a następnie, w 1818 r. również niewielki plac zwany Pociejowskim, gdzie w latach 1825−1832 znalazł swoją lokalizację gmach Teatru Wielkiego i plac Teatralny. 
Na terenie Pociejowa doszło do antyżydowskich tumultów 19 kwietnia i 16 maja 1790 r. i pogromu 16 czerwca 1805 r., o podłożu głównie ekonomicznym.
W 1816 roku na tyłach ulic Królewskiej i Marszałkowskiej w miejscu późniejszej kamienicy Hersego powstało targowisko przeniesione z Pociejowa. W 1820 roku teren na nowo został zadrzewiony i otrzymał nazwę placu Zielonego (obecnie plac Jana Henryka Dąbrowskiego).
Wobec zmian architektonicznych miasta bazar wraz z nazwą przeniesiono w 1864 r. na tyły klasycystycznej kamienicy z początku XIX w., należącej wówczas do niejakiego Neugoldbergera, a mieszczącej się przy ul. Bagno 6, 8, 10. Tam przy zespole budynków PAST-y (ul. Zielna 37/39) targowisko funkcjonowało do II wojny światowej.

## Pociejów w literaturze
- Maria Konopnicka, Nasza szkapa
- Władysław Stanisław Reymont, Ziemia obiecana
- Julian Tuwim, Bal w Operze
- Artur Oppman (OR-OT), Baśń o szopce
- Stanisław Rembek, Ballada o wzgardliwym wisielcu